# ケリン・ホセ
ケリン・ホセ（Kelyn Jose、1995年5月19日 - ）は、ドミニカ共和国マリア・トリニダー・サンチェス州ナグア出身のプロ野球選手（投手）。左投左打。

## 経歴

### プロ入りとブルージェイズ傘下時代
2013年にアマチュア・フリーエージェントでトロント・ブルージェイズと契約してプロ入り。
2014年から2018年まで、傘下のマイナーチームで5年間プレーした。
マイナーリーグ（ルーキーリーグ）では主に中継ぎで59試合に登板し、2勝0敗、防御率4.53。

### ヤクルト時代
2021年8月31日に東京ヤクルトスワローズと同年11月末までの契約を結んだ。登録名は「ケリン」で、背番号は「71」。推定年俸は5万ドル（約550万円）。来日が9月末にずれ込むと、新型コロナウイルスへの対策として課された2週間の隔離期間中に同ウイルスの陽性判定を受け、ようやくチーム練習に合流したのは二軍公式戦は既に終了し、一軍もシーズン終了間際となる10月22日のことだった。球団は「即戦力ではなく、育成タイプ」とし、契約の延長も視野に入れているとしていたが、一度の登板もなく11月5日に自由契約選手として公示。

## 詳細情報

### 年度別投手成績
- 一軍公式戦出場なし

### 背番号
- 71（2021年8月31日 - 同年終了）